# Бейблейд (іграшка)
Бейблейд (англ. Beyblade), іноді скорочують до бей (Bey), або блейд (Blade) — іграшка, яку першою почала виготовляти японська компанія Tomy у липні 1999 року, а наразі випускають й інші компанії. Схожа на Beigoma, традиційну японську дзиґу. Час появи бея пов'язаний із виходом на екрани аніме-серіалу «Бейблейд». У 2002 році компанія Hasbro за ліцензією почала продавати вироблені Takara Tomy дзиґи, поширюючи продажі на країни, разом із трансляцією серіалу.

## Правила
У грі беруть участь два гравці. До початку матчу кожен із них обирає для себе від одного до трьох беїв. Позаяк основні структурні деталі дзиґ (у межах серії) є взаємозамінними, гравець може комбінувати їх, створюючи блейд на свій смак. Кількість битв у матчі залежить від перебігу гри. Вона триває, доки один із гравців не набере три бали.
Кількість балів, що присуджуються у різних ситуаціях:
- блейд суперника зупинився першим — 1 бал;
- супротивний бей вилетів за межі ігрової арени, або потрапив у кишеню-пастку на її краю — 1 бал;
- вибух (розпадання на основні частини) блейда опонента — 2 бали.

Якщо описані ситуації стаються одночасно із двома дзиґами, то бали нікому не нараховуються. У разі одночасного здобуття учасниками три бали, відбувається ще одна вирішальна битва.
За домовленістю гравці можуть використовувати простіші правила: виграє той, хто з трьох битв переможе мінімум у двох.

## Складові частини
Розкручування блейда здійснюється за допомогою запускального пристрою. Перші беї складалися з чотирьох основних деталей:
- пластикової декоративної пластини, яку прикрашає маленька вставка із зображенням певної міфічної істоти. Із сюжету аніме-серіалу зрозуміло, що у блейд потрапляє душа цієї істоти;
- кільця, що атакує — у нього вставляється верхня пластина яка є тільки у 2 сезоні бейблейд. Скоріше за все це просто для краси і оригінальності бею, бо сильних змін від її присутності не відчувається.
- металевого диску — надає бею ваги, що робить його стійкішим до ударів;
- опори (драйвера) — іноді унікальної для кожного виду бея пластикової ніжки, що за допомогою з'єднувального механізму кріпиться до кільця атаки і визначає тривалість обертання блейда. Деякі бейбледи (так звані burst beys) вибухають через наявну пружинку.

У наступних моделях блейдів кільце атаки, верхню пластину та вставку об'єднали в одну деталь. Іноді на неї стали додавати металеві накладки. З'явилися беї із магнітами, або із вдосконаленим механізом зчеплення на опорі. Існують також майже повністю металеві блейди, напрям розкручування яких залежить від того, в яку сторону їх розкрутить запускальний пристрій. Ще є беї, що світяться та видають звуки, або ті, що мають дистанційне керування. Також існують міні бейблейди.

## Типи блейдів
Залежно від стиля бою блейди поділяються на три основні типи:
- ті, що атакують — борються люто і намагаються якнайшвидше або виштовхнути супротивника за межі арени, або підірвати його. Мають легкі деталі щоб швидше і точніше ковзати по арені а верхня пластикова частина з різкими гострими частинами (з ними легче зачепити бей, щоб його розбити. Часто виграють у блейдів витривалості, адже ті не мають захисних елементів;
- ті, що захищаються — спеціалізуються на відбитті ударних атак. Мають більшу вагу (і частіше всього круглу форму верхньої пластикової частини), завдяки чому займають вигідну позицію в центрі арени, змушуючи нападника скакати коло її боків і сповільнюватися. Однак, така вага не дозволяє відпочатку сильно розкрутити захисний блейд, тому він програє меншому, але витривалішому;
- витривалі — ці дзиґи можуть крутитися довше за всіх інших, але лише, якщо пощастить уникнути нападів від тих, що атакують;
- балансовані — поєднують властивості основних типів. Позаяк основні деталі цих іграшок (у межах серії) можна компанувати, то гравець здатен сам зробити такий тип. Його металевий диск можна взяти від блейда захисту, а опору зі спеціальним наконечником — від витривалості. Такий бей матиме змогу і оборонятися і більш-менш довго крутитися.